# ローベルト・オレイニク
ローベルト・オレイニク（ドイツ語: Robert Olejnik、1911年3月9日 - 1988年10月29日）は、ドイツの軍人。最終階級は空軍少佐。第二次世界大戦では第3戦闘航空団、第1戦闘航空団、南部戦闘飛行隊、第400戦闘航空団、第2予備戦闘航空団などに所属し、総出撃数680回、総撃墜数41機を記録したエース・パイロットである。その内、第1戦闘航空団では第4飛行中隊中隊長を、南部戦闘飛行隊では飛行隊司令を務めた。それらの功績から騎士鉄十字章を受章している。

## 叙勲
- 鉄十字章
  - 二級鉄十字勲章1939年章 (1940年9月17日)
  - 一級鉄十字勲章1939年章 (1940年9月21日)
- 空軍名誉杯 (1941年7月18日)[1]
- 空軍前線飛行章
  - 黄金空軍前線飛行章 (1941年5月5日)
- 騎士鉄十字章
  - 騎士鉄十字章 (1941年7月27日)[2][注釈 1]